# Det våras för Hitler
Det våras för Hitler (ursprunglig svensk titel Producenterna) (engelska: The Producers) är en amerikansk komedifilm från 1967 med manus och regi av Mel Brooks. I huvudrollerna ses Zero Mostel, Gene Wilder, Dick Shawn och Kenneth Mars. Filmen handlar om två teaterproducenter som ämnar sätta upp en pjäs på Broadway som garanterat ska floppa, så att de kan sticka med alla de pengar de har håvat in för produktionen utan att behöva betala något till bidragsgivarna. Planen går dock snett när pjäsen blir en succé.

## Handling
Max Bialystock (Zero Mostel) är en numera fattig och nergången teaterproducent, som tidigare har satt upp stora succéer på Broadway men som nu är relativt bortglömd. Han försörjer sig genom att sälja sexlekar åt gamla pensionerade damer. Under en sådan lek, när han på sitt sjaskiga kontor har besök av "Hold Me, Touch Me" (Estelle Winwood), får han besök av revisorn Leo Bloom (Gene Wilder) från advokatbyrån Whitehall & Marks. Han har kommit för att gå igenom Max räkenskaper, och sedan damen har blivit ivägskickad börjar Leo gå igenom kassaböckerna, alltmedan Max beklagar sig över hur eländigt hans liv är numera och samtidigt stör och irriterar Leo i hans arbete. När Leo upptäcker att en av böckerna innehåller ett fel – Max har av de gamla damerna samlat in 60 000 dollar i produktionskapital till en pjäs, som har floppat, men bara kostade 58 000 dollar att producera – kommer han på hur man skulle kunna bli rik på ett sådant fel. Han förklarar för Max, som är idel öra, hur man skulle kunna skapa sig en förmögenhet om man var säker på att pjäsen man satte upp skulle bli fiasko. Om man av olika producenter samlar in flera miljoner dollar, sätter upp en ytterst billig pjäs och den sedan floppar har man det mesta av pengarna över och behöver bara betala tillbaka pyttelite av de få biljettintäkter man har fått in. Om den däremot skulle bli succé blir situationen ohållbar, då man skulle behöva betala tillbaka mycket mer än man får tillgång till.
Max blir eld och lågor över denna plan och ägnar sedan en eftermiddag åt att övertyga Leo om att de båda tillsammans ska genomföra den. Därefter skaffar de en mängd potentiella manus att läsa igenom för att hitta "den värsta pjäs, som någonsin skrivits" ("the worst play ever written"). Efter att ha läst en hel natt hittar Max äntligen den värsta pjäs han kan tänka sig, nämligen "Det våras för Hitler – en glad omgång med Adolf och Eva i Berchtesgaden" ("Springtime for Hitler – A Gay Romp with Adolf and Eva at Berchtesgaden"). Överlyckliga konstaterar de att pjäsen, som praktiskt taget är en kärleksförklaring till Hitler, kommer att läggas ner efter en föreställning – eller till och med efter några få repliker.
De ger sig iväg för att få tag på manusförfattaren, och för att skaffa hans tillstånd att sätta upp pjäsen. De hittar honom på taket av det hyreshus där han bor. Det visar sig vara en gammal avdankad tysk nazist från andra världskriget vid namn Franz Liebkind (Kenneth Mars). Sedan de har druckit med honom, dansat bayersk dans och svurit trohet mot Führern får de äntligen rättigheterna till pjäsen. Därmed kan de ge sig av för att övertala New Yorks sämste teaterregissör Roger De Bris (Christopher Hewett) att regissera den (enligt Max läggs hans pjäser ner redan under första repetitionsdagen). Roger De Bris är en karikatyrisk homosexuell drag queen, som lever med sin assistent Carmen Ghia (Andréas Voutsinas). Efter ett något udda möte hos honom, där han först inte vill ställa upp, men så småningom ändrar sig när han börjar få planer för hur lättklädda flickor utklädda till SS-soldater ska röra sig på scen, får de honom som regissör.
När Max har ägnat några dagar åt att förföra en rad gamla damer och från dem samla in miljontals dollar (de har sålt långt över 100 procent av biljettintäkterna – faktiskt 25 000 procent) skaffar han sig en leksak – den svenska sekreteraren Ulla (Lee Meredith), som visserligen inte är särskilt lämpad för uppgiften (hon pratar inte ens särskilt mycket engelska), men som är ett blont bombnedslag, som Max blir tokig i.
Innan man kan börja repetera pjäsen måste man skaffa någon som kan spela Hitler. Man har därför Hitleruttagningar, och efter en del misslyckade försök dyker det upp en virrig ung man, som tror att det är annan pjäs han ska provspela för. Han visar sig heta Lorenzo Saint-Dubois (Dick Shawn), vilket hans vänner förkortar till LSD. Han har suttit inne och verkar mycket märklig. När han som provspelning sjunger en märkligt psykedelisk hippiesång om kärlek ser Max vilken usel Hitler han kommer att bli – och anställer honom.
På premiärkvällen är det fullsatt i teatersalongen. Max och Leo är övertygade om att de nu står inför sitt livs flopp. Max försöker dessutom muta tidningens teaterrecensent, för att denne ska bli upprörd och skriva en än sämre recension och till en början blir denne också mycket indignerad. När ridån går upp lämnar de båda producenterna lokalen och sätter sig på en närbelägen krog, för att fira. Pjäsen börjar med ett stort upplagt musikalnummer, som handlar om hur Tyskland under Hitlers ledning på 1930-talet har börjat resa sig ur depressionen och första världskrigets dåliga eftermäle. Publiken är förstummad och tycker att det är horribelt. Folk börjar till och med resa sig och gå. Men, när Hitler dyker upp på scenen förändras stämningen. Folk börjar upptäcka hur rolig och löjeväckande han är, och pjäsen utvecklar sig till en formidabel succé, vilket Max och Leo dock inte har en aning om, där de sitter på krogen. I pausen kommer publiken dock in på krogen för att ta sig ett glas och då hör de vilken succé det blir. Först vägrar de tro det, men när de inser att de inte har satt upp en flopp utan en dundersuccé flyr de fältet – till Max kontor. När pjäsen fortsätter blir Franz Liebkind, som sitter i publiken, för att beskåda uppsättningen av sin pjäs, alltmer upprörd över att hans älskade Führer framställs som en 60-talshippie snarare än den diktator han faktiskt var.
Dagen därpå sitter två förkrossade teaterproducenter på Max kontor. Max frågar sig själv hur det kunde gå som det gick: "Jag var ju så omsorgsfull. Jag valde fel manus, fel regissör, fel rollbesättning – var gick det rätt?" ("I was so careful. I picked the wrong play, the wrong director, the wrong cast – where did I go right?"). Det stora problemet är nu, att hur länge pjäsen än går kommer de aldrig få in 25 000 av biljettintäkterna, vilket är vad de behöver, för att kunna betala finansiärerna. Det blir inte bättre av att Roger och Carmen kommer och gratulerar dem, så Max kör ursinnigt ut dem. Leo har bestämt sig, för att överlämna sig själv till polisen, men Max hindrar honom att ge sig av med räkenskaperna. Som om inte detta vore nog dyker Franz upp och tänker döda dem, eftersom de med pjäsen har förlöjligat Hitler. Han lyckas inte skjuta dem, men blir istället av Max övertalad att döda skådespelarna. Leo förhindrar detta (Leo: "Vad menar du med 'döda skådespelarna', du kan inte döda skådespelarna. Skådespelare är inte boskap, de är människor!" Max: "Jaså, har du någonsin ätit med nån?") (Leo: "What do you mean 'kill the actors', you can't kill the actors. Actors are not animals, they are human beings!" Max: "Oh yeah? Have you ever eaten with one?") och Max ser då ingen annan utväg än att de spränger teatern. När de under natten ska göra detta gör Franz ett misstag med stubinen, vilket leder till att de själva blir skadade här och där i explosionen.
Domstolen dömer dem alla tre till långa fängelsestraff, efter att juryn har funnit dem skyldiga (Domaren: "Har juryn något att tillägga, innan domen förkunnas?" Jurymedlem: "Ja, herr domare, vi finner de tilltalade otroligt skyldiga.") (Judge: "Does the jury have anything to add, before the court pronounces sentence?" Juror: "Yes, your honour, we find the defendants incredibly guilty"). De visar sig dock vara oförbätterliga, eftersom de i fängelset sätter upp pjäsen Kärlekens fångar (Prisoners of Love), där de säljer långt över 100 procent av biljettintäkterna ...

## Om filmen
Filmen blev regissören Mel Brooks genombrott inom filmindustrin och banade vägen för hans karriär som skapare av komedifilmer. I Sverige hade den först premiär under titeln Producenterna, men blev då ingen större succé. Det var först när den på svenska – efter ett förslag från Åke Cato – fick titeln Det våras för Hitler, som den rönte framgång även här. Det ledde dock till att Mel Brooks filmer under lång tid framöver i Sverige alltid fick titlar som inleddes med Det våras för ... trots att de inte hade mer gemensamt än att de var gjorda av Mel Brooks. Till slut klagade regissören själv på detta svenska fenomen, vilket ledde till att hans två senaste filmer fick titlarna Robin Hood - Karlar i trikåer och Dracula – död men lycklig i Sverige, snarare än Det våras för Robin Hood och Det våras för Dracula (även om den senare har fått den titeln på DVD-omslaget).
Filmen vann en Oscar för bästa originalmanus vid Oscarsgalan 1969.

## Tagline
- Hollywood Never Faced a Zanier Zero Hour!

## Rollista i urval
| Zero Mostel        | – Max Bialystock (som Zero i eftertexterna) |
| Gene Wilder        | – Leo Bloom                                 |
| Kenneth Mars       | – Franz Liebkind                            |
| Estelle Winwood    | – Hold Me, Touch Me                         |
| Dick Shawn         | – Lorenzo Saint-Dubois (LSD)                |
| Renée Taylor       | – Eva Braun (som Renee Taylor)              |
| Christopher Hewett | – Roger De Bris                             |
| Andréas Voutsinas  | – Carmen Ghia                               |
| Lee Meredith       | – Ulla                                      |